# Kirche Muldenstein

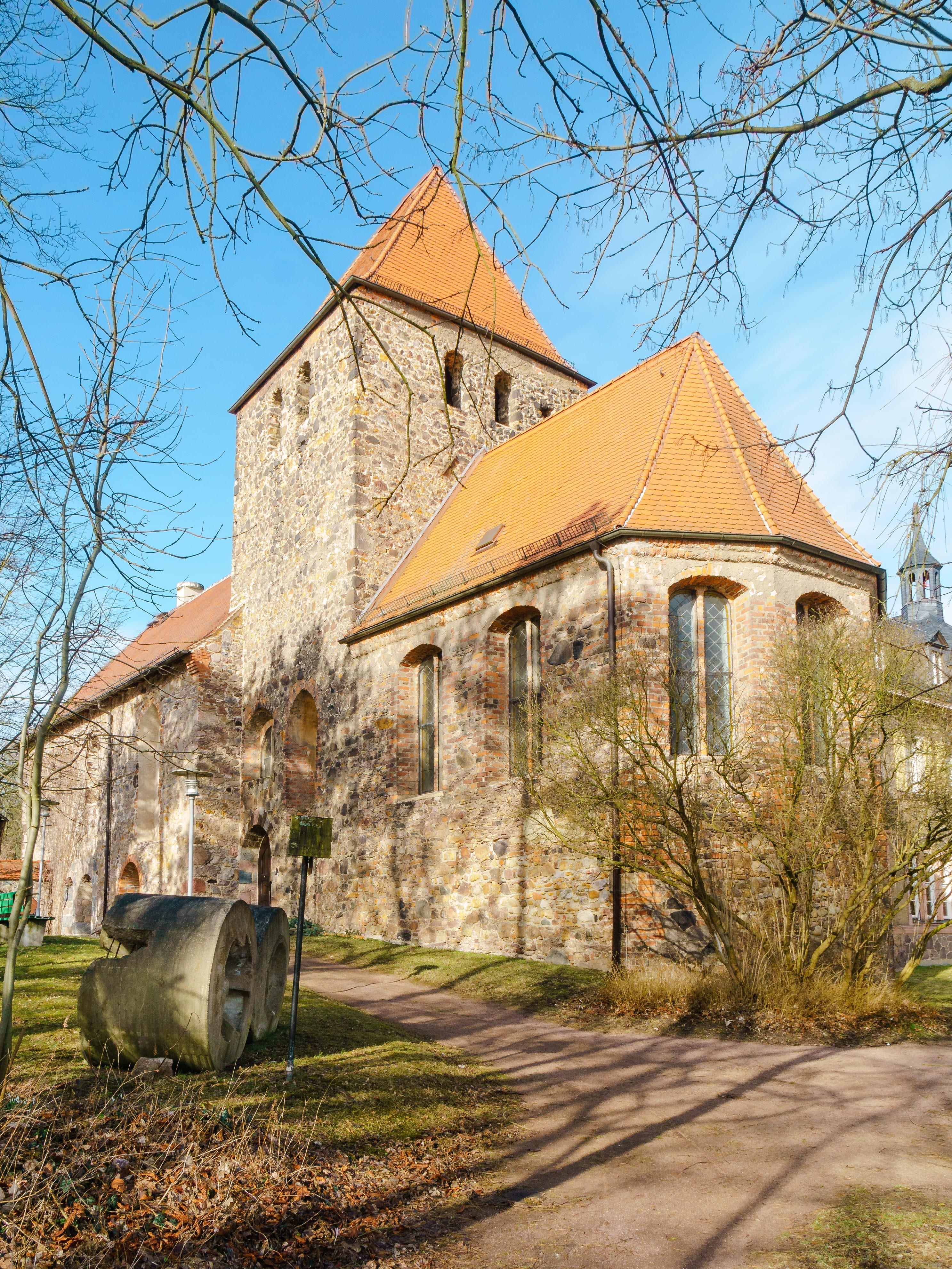
Kirche Muldenstein

Die evangelische Kirche Muldenstein ist eine mittelalterliche Saalkirche im Ortsteil Muldenstein der Gemeinde Muldestausee im Landkreis Anhalt-Bitterfeld in Sachsen-Anhalt. Sie gehört zur Kirchengemeinde Muldenstein im Pfarrbereich Gräfenhainichen im Kirchenkreis Wittenberg der Evangelischen Kirche in Mitteldeutschland (EKMD). Die Kirche liegt am Mulderadweg.

## Geschichte und Architektur
Die Kirche Muldenstein wurde in romanischer Zeit auf einem Porphyrfelsen über einem Altwasser der Mulde als Pfarrkirche gegründet; seit dem Jahr 1473 war sie zugleich Klosterkirche des durch Kurt von Ammendorf gestifteten Franziskanerklosters. Das Schiff wurde bereits im 19. Jahrhundert profaniert, die Kirche ist seitdem auf den Turm und den Choranbau beschränkt. Das Bauwerk ist ein romanischer Feldsteinbau mit quadratischem Ostturm und dreiseitigem Chorschluss. Auf der Nordseite des Schiffs sind romanische Fensteröffnungen erhalten, der Turm ist durch gepaarte rundbogige Schallöffnungen gekennzeichnet. Der spätgotische Chor wurde im 17. Jahrhundert verändert. Eine Instandsetzung des Turmdachs erfolgte im Jahr 1970; der Chorinnenraum wurde 1998 renoviert. Das Innere ist durch die Flachdecke und eine Empore auf der West- und Nordseite geprägt.

## Ausstattung
Das Hauptstück der Ausstattung ist ein säulenflankierter Altaraufbau des späten 17. Jahrhunderts, das Altarblatt zeigt die Auferstehung Jesu Christi, seitlich davon sind mit Fruchtkränzen gerahmte Medaillons angeordnet. Gleichzeitig wurde die polygonale Kanzel mit gewundenen Ecksäulen geschaffen; auf der Brüstung sind Jesus Christus und die vier Evangelisten in Malerei dargestellt. Die hölzerne kelchförmige Taufe stammt vermutlich aus dem 17. Jahrhundert. An der Rückwand ist ein wohlgestalteter figürlicher Grabstein des Ehepaars Siegel in Sandstein aus dem Jahr 1515 angebracht. Daneben befindet sich ein Wappenepitaph für die Stifter des Klosters Kurt, Heinrich und Georg von Ammendorf aus dem Jahr 1477.